# Vålerenga Ishockey

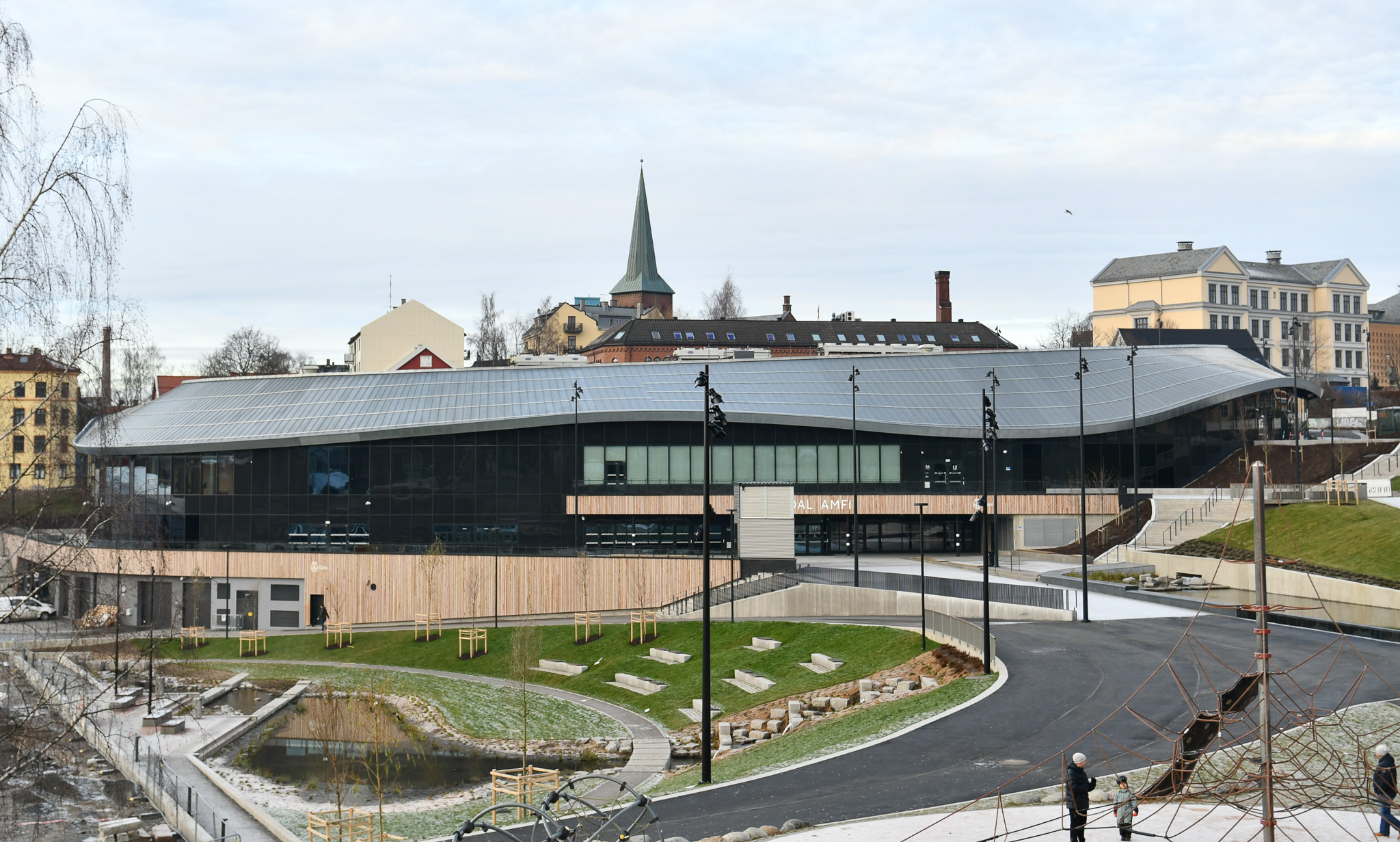
Jordal Amfi.

Vålerenga Ishockey är en ishockeyklubb underordnad Vålerengens IF, som grundades den 29 juli 1913 som Idrætspartiet Spark. Vålerenga Ishockey har sedan 1960 blivit norska mästare 26 gånger, senast år 2009. Vålerenga Ishockey har också blivit seriemästare 29 gånger, senast år 2019. Vålerenga Hockey spelar i GET-ligaen och spelar sina hemmamatcher på Jordal Amfi. Från hösten 2020 på  Nya Jordal Amfi, Vålerenga har inte alltid spelat sina hemmamatcher på Jordal Amfi. De har också spelat från 2017 till 2020 i Furuset Forum och från 1990 till 1993 i Oslo Spektrum. Gjøvik Olympiske Fjellhall har också använts som hemmabana mot Storhamar IL.
Det spekulerades länge i att Vålerengen skulle delta i Kontinental Hockey League-ligan från säsongen 2014/2015, och senare möjligen från säsongen 2015/2016. På grund av situationen i Ukraina har de dock valt att inte gå vidare i diskussionerna med KHL.

## Historia

### Starten
IL Spring grundades 1913 och har varit en av Norges ledande idrottsföreningar. Klubbens ishockeyhistoria går tillbaka till 1940-talet. Klubben deltog i mästerskapet för juniorer första gången 1947, och tillbringade 10 säsonger med att etablera sig i toppen. År 1956 vann Vålerengens IF sitt första mästerskap för juniorer, och upprepade bedriften de kommande 5 åren. Det var början på en lång epok av framgångar inom norsk ishockey.

### 1960- och 1970-talet
Vålerengen vann sitt första norska mästerskap i ishockey för seniorer 1960 (kongepokalen). Kaptenen Tor "Iron Gustav" Gundersen spelade en av huvudrollerna, och blev också Vålerengens första vinnare av Gullpucken denna säsong; norsk ishockeys högsta utmärkelse. Andra VIF-legender som spelade under klubbens första guldålder var Einar Bruno Larsen, Leif Eriksen och Terje "Henger'n" Hellerud. Vålrengen dominerade norsk ishockey stort under 1960- och 1970-talen, och vann sju raka mästerskap från 1965 fram till 1971.
- Kända namn från perioden var: Einar Bruno Larsen, Leif Eriksen, Terje Hellerud, Arne Mikkelsen, Steinar Bjølbak, Rodney Riise och Roy Jansen.

### 1980-talet
1982 vann VIF sitt tolfte mästerskap: det första på 9 säsonger. Utmärkande från denna period var den finska stjärnan Ilkka Kaarna (som fortfarande har klubbrekordet med sina 60 mål säsongen 81/82) och Geir Myhre som vann Gullpucken samma säsong. VIF vann sedan mästerskapet även 1985, 1987 och 1988.
- Kända namn från perioden var: Jim Marthinsen, Roy Johansen, Björn Kolsrud, Arne Bilkvam och Jon Magne Karlstad.

### 1990-talet
Med Geir Myhre som huvudtränare vann VIF mästerskapet tre år i rad, från 1991 fram till 1993. Under andra hälften av 1990-talet kom Storhamar Dragons att dominera norsk ishockey, med fyra raka mästerskaps titlar från 1995 fram till 1998. VIF vann dock titeln igen 1999.
- Kända namn från perioden var: Espen Knutsen, Morten Ask, Kenneth Larsen, Kjell Richard Nygård, Lars Erik Lund, Jan Roar Fagerli, Vegar Barli, Svenn Erik Bjørnstad, Marius Rath, Patric Englund, Johan Brummer, Eskil Eide, Geir Hoff, Åke Lilljebjörn, Johan Åkerman, Magnus Hermansson och Jarl Eriksen.

### 2000-talet
Efter finalförlust mot Storhamar Dragons år 2000 vann VIF på nytt mästerskapet 2001, efter finalvinst mot Frisk Asker. År 2002 firade VIF 90 år, och hösten 2002 lyckades klubben förstörka truppen med bland andra Joakim Backlund, Marius Rath och Øystein Olsen. 2003 vann VIF för första gången i historien ett mästerskap där den avgörande matchen spelades utanför Oslo, då den fjärde och avgörande final-matchen spelades i Hamar OL-Amfi. Säsongen 2004/2005 hade  NHL lockout och hundratals transatlantiska proffs åkte till Europa för att spela ishockey. För Vålerenga anlände förstärkningarna sent men blev lyckosamma. VIF låg på den nedre halvan av tabellen nästan hela hösten, innan transferfönstret var i december, men under julen månaden föll bitarna på plats en efter en. Anders Myrvold och Morten Ask återvände till klubben, vilka fick sällskap av Chris Mason (Nashville Predators), Scott Hartnell (Nashville Predators) och Travis Brigley (Colorado Avalanche). Dessutom anslöt sig Vladimir Machulda till truppen från Chimik Voskresensk i dåvarande ryska ligan. Säsongen slutade med att VIF vann både grundserien och mästerskapet. Inför säsongen 2006/2007 tog Espen "Shampo" Knutsen över som förstetränare för A-laget, med Sven Arild Olsen som assisterande, under Geir Myhres ledning. Återigen slutade säsongen med att VIF vann både grundserien och mästerskapet.

#### 2008–2009 Vålerengas sista  NM-guld
Efter en nedslående säsong blev Vålerenga återigen stora favoriter. Vålerenga var fortfarande på höjden och tecknar ett samarbetsavtal med den svenska klubben Färjestad BK: gemensam marknadsföring och talangutbyte. Tränare Espen Knutsen meddelade flushen och förklarade att hans lag skulle vinna både ordinarie säsong och slutspelet. Han tittar säkert på sina två kanadensiska rookies, målvakt Patrick DesRochers (Augsburg) och försvarare Regan Kelly (Milan), men den första delen av ansträngningen saknas fortfarande för VIF. VIF blev igen NM-mästare för 26:e gången 4–2 i matcher över ligamästare Sparta Warriors som var favoriter att ta NM-guld men lyckades inte vinna Vålerenga på heltid i serien. Detta är Vålerengas kurs sista NM guld. Kjell Richard Nygård startade sin ishockeykarriär med totalt 750 obligatoriska matcher för sin moderklubb Vålerenga efter den säsongen.

### 2010-talet
Säsongen 2009/2010 blev VIF seriemästare men förlorade finalen mot Stavanger Oilers, vilka tog sitt första mästerskapsguld och har kommit att dominera norsk ishockey den första halvan av 2010-talet. Inför säsongen 2010/2011 lämnade flera viktiga spelare klubben, och skrev istället kontrakt med Lørenskog IK. Nyckelspelare som lämnade var: Anders Fredriksen, Johnny Bruun, Kenneth Larsen, Tommy Lund, Jonas Olsson, Nicolai Bryhnisveen, samt bröderna Lars Erik Spets och Knut Henrik Spets. VIF slutade på tredje plats i grundserien fyra poäng efter Stavanger Oilers. I slutspelet blev det sedan kvartsfinalförlust mot rivaliserande Lørenskog IK. Det betydde att VIF åkte ur i kvartsfinalen för första gången på 22 år.
Efter att ha blivit ligamästare två gånger i rad för 28:e och 29:e gången i 2012/13 och 2013/14, och två slutförluster för Stavanger Oilers Vålerenga gick in i en tyngre period.

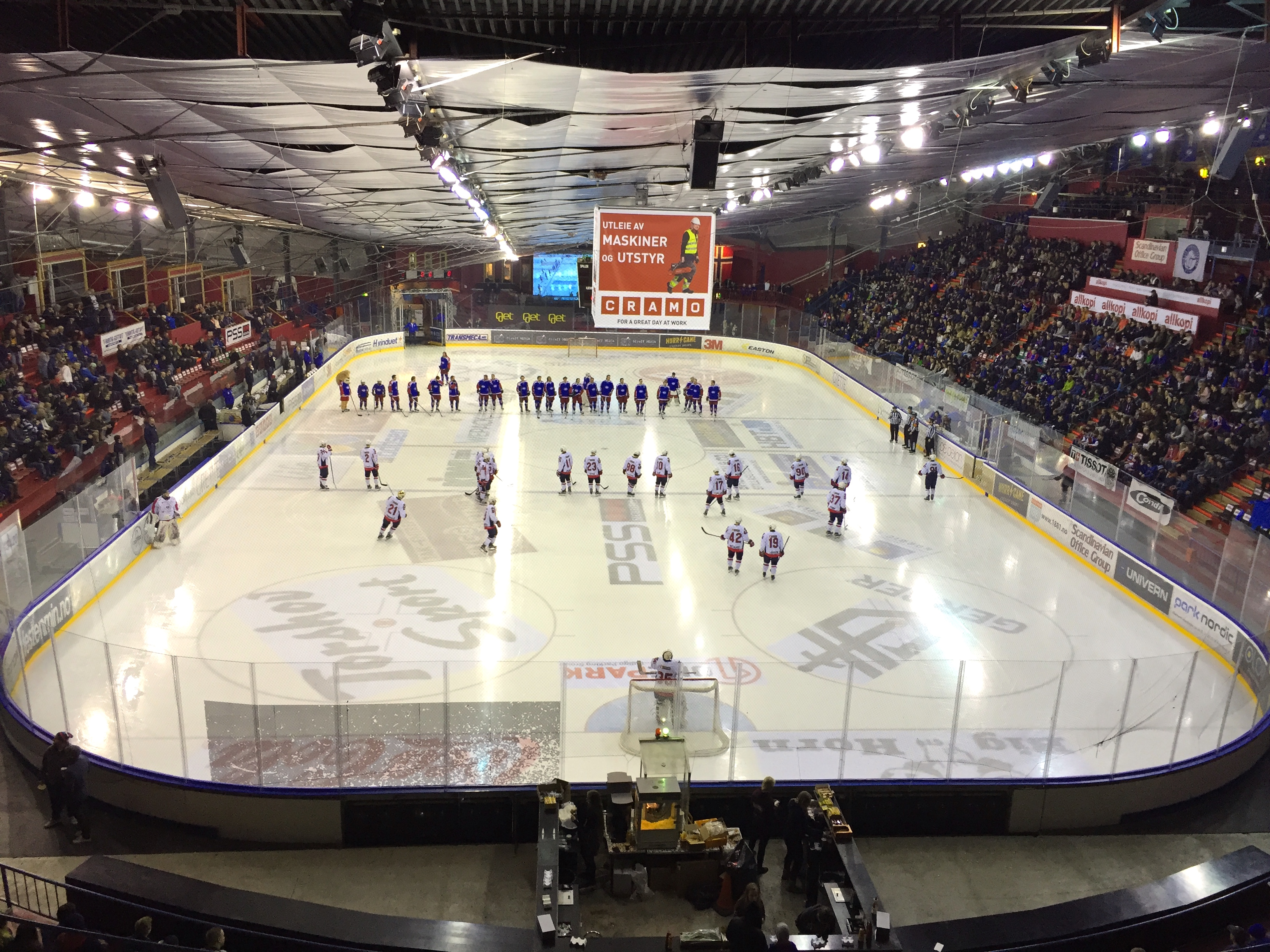
Från semifinalen i NM i ishockey 2016 mellan Vålerenga och Lørenskog IK, 3 april 2016 vid Jordal Amfi.

Hösten 2014 startade realityserien «Iskrigerne» på TV2, som följde Vålerenga i fyra säsonger. "Iskrigerne" hjälpte mycket för klubben upplevde en publikökning på 26,2 procent och en 33,5 procent ökning av antalet sålda biljetter. "Iskrigerne" gick i luften fram till 2017. År 2016 återvände Roy Johansen till Vålerenga och tog över rollen som huvudtränare under säsongen 16/17. Espen Knutsen gick vidare till rollen som sportchef och assistenttränare.
Det beslutades att Oslo skulle få en ny ishall efter över 20 års hårt arbete och lobbyverksamhet från klubben och lokala entusiaster. Klubben fick nästan en solid gåva från Oslo stad när det beslutades att "Gamle Jordal Amfi" skulle rivas och "Nya Jordal Amfi" skulle byggas. Den 8 januari 2017 var den sista ligamatchen på Jordal Amfi. Det spelades mot Frisk Asker. Och Vålerenga flyttade tillfälligt Furuset Forum. Har också använt Gjøvik Olympiske Fjellhall på Gjøvik som hemmaban mot Storhamar IL, vilket resulterade i bra publikantal och inkomst för klubben.

### 2020–
Efter nästan fyra års väntan, den 10 oktober 2020, invigde ministern för kultur och jämställdhet Abid Raja, ishockeypresident Tage Pettersen och sportchef Espen «Schampo» Knutsen äntligen  Nya Jordal Amfi Oslo nya stora vardagsrum. Med corona-situationen som kännetecknade Norge fick endast 200 åskådare delta i öppningsmatchen. Det var en festkväll för de över 200 som fick se hemmalaget slå Grüner 4–1. Bortalagets Carl Wassenius gjorde det första officiella målet medan Jonas Oppøyen gjorde Vålerengas två första mål.

## Internationellt spel

### Europacupen
I första upplagan av Europacupen säsongen 1965/1966 tog sig VIF till semifinal, efter att ha slagit ut KSF København (Danmark) och Karhut Pori (Finland) på vägen. Väl i semifinalen blev det förlust mot EV Füssen (Tyskland). VIF deltog också 1966/1967, 1967/1968, 1968/1969, 1970/1971, 1973/1974, 1982/1983, 1987/1988, 1988/1989, 1991/1992, 1992/1993, 1993/1994. Sista gången VIF deltog i Europacupen (1993/1994) vann de sin grupp i första rundan, där man eliminerade Esbjerg IK (Danmark), Flame Guards Nijmegen (Nederländerna) och CHH Txuri Urdin (Spanien). I andra rundan blev man trea och näst sist i sin grupp, och därmed utslagna.

### European Hockey League
Under säsongen 1996/1997 deltog VIF i European Hockey League. Man lyckades vinna mot HC České Budějovice, men slutade sist i sin grupp, och tog sig inte vidare. VIF deltog även i EHL 1998/1999. Då vann man mot både EV Zug och VEU Feldkirch, men hamnade även då sist i sin grupp. År 1999/2000 slog man Adler Mannheim både hemma och borta, och hamnade då trea i sin grupp.

### European Trophy
Under hösten 2010 deltog VIF i turneringen European Trophy. Trots vinster mot Adler Mannheim och Linköpings HC slutade VIF sist i sin division, och tog sig inte vidare till.

### Champions Hockey League
VIF blev inbjudna att delta i Champions Hockey League säsongen 2014/2015. Laget förlorade dock samtliga sina matcher och tog sig inte vidare från gruppspelet.

### Kontinental Hockey League
Säsongen 2013/2014 började rykten cirkulera om att Vålerenga skulle gå med i KHL från och med säsongen 2014/2015. Så blev dock inte fallet.

## Kända spelare
- Marius Rath
- Chris Mason
- Travis Brigley
- Scott Hartnell
- Espen "Shampo" Knutsen
- Petter Thoresen
- Anders Myrvold
- Øystein Olsen
- Bard Sørlie
- Jim Marthinsen
- Tommy Marthinsen
- Stig Johansen
- Einar Bruno Larsen
- John Skjerwen Olsen
- Johan Brummer
- Johan Åkerman
- Serge Boisvert